# Frode Rønning
Frode Rønning (* 7. Juli 1959 in Trondheim, Sør-Trøndelag) ist ein ehemaliger norwegischer Eisschnellläufer.
Nachdem Rønning 1976 und 1977 nationaler Sprintmeister der Junioren wurde, nahm er 1977 erstmals an der Sprintweltmeisterschaft in Alkmaar teil. Dort belegte er den 14. Platz. Bereits ein Jahr später gewann er bei der Sprint-WM 1978 die Silbermedaille, wobei er den zweiten Lauf über 500 Meter für sich entscheiden konnte. In den folgenden Jahren stand er weitere drei Mal auf dem Podium: Rønning gewann 1979 und 1981 Bronze und wurde 1981 Weltmeister im Sprintmehrkampf.
Im Jahr 1980 qualifizierte sich Rønning das erste Mal für Olympische Winterspiele. Bei der Veranstaltung in Lake Placid wurde er über 500 Meter Vierter und konnte über 1000 Meter die Bronzemedaille gewinnen. Vier Jahre später, bei den Olympischen Winterspielen 1984 in Sarajevo trat er über die gleichen Distanzen an und belegte die Plätze 7 und 14. Seine dritte Olympiateilnahme hatte Rønning 1988 bei den Winterspielen in Calgary. Über 500 Meter erreichte er den 10. Platz, über 1000 Meter wurde er 25. Bis zu seinem Karriereende 1989 nahm Rønning immer wieder an internationalen Wettkämpfen und Meisterschaften teil, konnte aber keine weiteren Titel gewinnen.
Nach dem Ende seiner aktiven Karriere arbeitete Rønning als Trainer für das norwegische Sprintteam.

## Persönliche Bestzeiten
| Strecke | Zeit        | Datum            | Ort       |
| ------- | ----------- | ---------------- | --------- |
| 0300 m  | 24,22 s     | 20. Februar 1982 | Hol       |
| 0500 m  | 37,31 s     | 13. Februar 1988 | Calgary   |
| 0700 m  | 53,22 s     | 20. Februar 1982 | Hol       |
| 1000 m  | 1:15,14 min | 17. März 1983    | Almaty    |
| 1500 m  | 1:59,82 min | 19. Januar 1980  | Inzell    |
| 3000 m  | 4:29,00 min | 17. Januar 1981  | Trondheim |
| 5000 m  | 8:04,01 min | 25. Februar 1979 | Inzell    |